# Kuékuéra (Périgban)
Pour les articles homonymes, voir Kuékuéra.
Kuékuéra est une commune rurale située dans le département de Périgban de la province du Poni dans la région Sud-Ouest au Burkina Faso.

## Géographie
Kuékuéra est située à environ 7 km au nord-ouest de Périgban, le chef-lieu du département, et de la route nationale 12 reliant Kampti à Gaoua.

## Santé et éducation
Le centre de soins le plus proche de Kuékuéra est le centre de santé et de promotion sociale (CSPS) de Périgban tandis que le centre hospitalier régional (CHR) de la province se trouve à Gaoua.